# Letheobia gracilis
Letheobia gracilis — вид змій родини сліпунів (Typhlopidae). Мешкає в Центральній Африці.

## Поширення і екологія
Letheobia gracilis мешкають на південному сході Демократичної Республіки Конго, на північному сході Замбії та на південному заході Танзанії. Вони живуть в саванах, в рідколіссях міомбо та в хащах Сумбу. Зустрічаються на висоті від 700 до 1400 м над рівнем моря.